# A Doua Bătălie de la Tapae
Bătălia de la Tapae (101) a fost bătălia decisivă a primului război daco-roman, în care împăratul roman Traian l-a învins pe regele dac.

## Cadrul
Când Traian a devenit împărat roman, a început organizarea unei campanii împotriva Daciei. În urma acestei campanii s-a purtat primul război dacic între 101 și 102.
Motivele acestei campanii au fost lipsa de respect a lui Decebal față de romani și faptul că nu a respectat angajamentele luate după Prima Bătălie de la Tapae din 87/88.

## Bătălia
Armata romană a traversat Dunărea la Viminacium, avansând încet în interiorul Daciei. Exact ca în 87/88, bătălia a avut loc la Tapae. Dacii au rezistat în fața ofensivei romane, dar, la izbucnirea unei furtuni, aceștia, considerând-o un semn de la zei, au hotărât să se retragă.

## Urmări
Din cauza apropierii iernii, Traian a hotărât să aștepte primăvara pentru a-și continua ofensiva asupra Sarmizegetusei. Decebalus a profitat de această situație, și în iarna dintre 101 și 102 a atacat provincia romană Moesia, cea mai importantă confruntare fiind în Bătălia de la Adamclisi.